# Vereinigte Stahlwerke
De Vereinigte Stahlwerke AG (VESTAG of Vestag) werd opgericht op 5 mei 1926 als verticaal geïntegreerd staalbedrijf met het hoofdkantoor in Düsseldorf. Vestag was een van de grootste Duitse bedrijven in de jaren dertig. Na de Tweede Wereldoorlog werd het bedrijf door de geallieerden opgesplitst. August-Thyssen-Hütte AG, een voorganger van ThyssenKrupp AG, was de belangrijkste component.

## Geschiedenis
Vestag ontstond in 1926 toen de Weimarrepubliek in een ernstige economische en financiële crisis verkeerde. Overcapaciteit in de staalindustrie drukten de prijzen naar beneden en daarmee verdampten de winsten. Diverse staalbedrijven besloten te fuseren om zo het hoofd boven water te houden. Op 5 mei 1926 werden de contracten getekend en het nieuwe bedrijf ging met terugwerkende kracht per 1 april 1926 van start. In Vestag kreeg Thyssen een aandelenbelang van 26%, Phoenix (26%), de Rheinische Stahlwerke (8,5%) en de bedrijven van de Rheinelbe Union kreeg de overige 39,5%. Niet alle Duitse staalbedrijven deden mee, bekende bedrijven als Hoesch, Friedrich Krupp, Klöckner-Werke en Mannesmann bleven als zelfstandige bedrijven bestaan.
Vestag was een van de grootste Duitse bedrijven. Het bezat steenkool- en ertsmijnen, hoogovens, staalfabrieken en dergelijke en telde ongeveer 200.000 medewerkers. Het zwaartepunt van de activiteiten lag in het Ruhrgebied. De jaaromzet was ongeveer 2,5 miljard Reichsmark. Het had een aandeel van 15% in de totale Duitse steenkoolproductie en nam een derde van de Duitse staalproductie voor haar rekening.
Ondanks de bundeling van de krachten kwam het bedrijf gedurende de grote economische depressie weer in financiële problemen. In 1932-33 nam de Duitse regering een belang van 26,5% in het bedrijf om een faillissement te voorkomen. In 1936 verkocht de staat weer de aandelen.
In september 1939 vluchtte Fritz Thyssen, grootaandeelhouder en voorzitter van de Raad van Toezicht van Vestag, samen met zijn familie naar Zwitserland. Hij was in mei 1933 toegetreden tot de NSDAP, maar verbrak in 1939 zijn relatie. Hij verzette zich tegen de oorlogsstemming en de behandeling van de Joden. In een reactie werden zijn bezittingen, inclusief zijn aandelenbelang in Vestag, in december 1939 geconfisqueerd. In 1944 verminderde de staat zijn belang door een verkoop van een aandelenpakket aan Alfred Hugenberg.
Vestag had in 1932 een flinke donatie gedaan aan de NSDAP voor de verkiezingen van 1932. Tijdens de periode van het nationaalsocialisme speelde Vestag een belangrijke rol in de herbewapening. Omdat Vestag zijn capaciteit niet voldoende uitbreidde, richtte het rijk medio 1937 de Reichswerke Hermann Göring in Salzgitter op. Het ijzererts in die regio was van matige kwaliteit en bedrijven durfden de investering niet aan. 
Tijdens de Tweede Wereldoorlog werden de productiefaciliteiten grotendeels verwoest door geallieerde luchtaanvallen. Na de oorlog werden werkende productiefaciliteiten deels ontmanteld en in 1951 werd het bedrijf weer opgesplitst. Er ontstonden bedrijven als Dortmund-Hörder Hüttenunion AG., August Thyssen-Hütte AG, Rheinstahl en de Bochum-Verein. De meeste van deze bedrijven zijn opgegaan in het tegenwoordige ThyssenKrupp.

## Hoogovens en Vestag
Op 30 oktober 1920 tekende de Koninklijke Hoogovens een Vererdlungskontract met het veel grotere Duitse staalbedrijf Phoenix, Aktien Gesellschaft für Bergbau und Hüttenbetrieb gevestigd in Hörde bij Dortmund. Hoogovens had wel een hoogoven maar een staalfabriek en walserij ontbraken. Phoenix zou het Hoogovens staal tot walserijproducten verwerken. Deze werden vervolgens door Hoogovens weer afgezet in Nederland. In 1920 en 1921 kocht Hoogovens Phoenix aandelen en kreeg hiermee een aandelenbelang van 21% in handen. In de tweede helft van de twintiger jaren brak een economische crisis uit en in 1926 gingen vier Duitse staalfabrikanten, waaronder Phoenix, op in Vestag. Hoogovens kreeg hiermee een klein aandelenbelang in de nieuw staalgigant. In 1937 besloot het bestuur van Hoogovens het aandelenpakket in Vestag ter waarde van bijna 10 miljoen gulden in zijn geheel af te schrijven.
Tijdens de Tweede Wereldoorlog poogde de Duitse bezetter zijn grip op Hoogovens te versterken. Onder druk van de bezetter nam Vestag het aandelenpakket in handen van de gemeente Amsterdam (15%) en de Nederlandse overheid (25%) over. Deze Verflechting was voor Hoogovens noodzakelijk om de levering van grondstoffen te verzekeren en de bouw van Walserij West af te ronden. Hoogovens wilde met een continue bedrijfsvoering voorkomen dat de werknemers naar Duitsland zouden moeten vertrekken in het kader van de Arbeitseinsatz. In 1943 was de Walserij West klaar, eenmaal gereed werd het geheel door de bezetter gedemonteerd en afgevoerd naar Duitsland naar de Hermann Goring Werke. In de herfst van 1944 kwam in IJmuiden het ene bedrijfsonderdeel na de andere stil te liggen door een gebrek aan grondstoffen en geallieerde bombardementen.
Na de oorlog was de primaire taak van het bestuur van Hoogovens de productie te herstellen, de Walserij West terug te krijgen en het Duitse aandelenbezit te elimineren. De Walserij West werd opgehaald in Duitsland en kwam op 16 mei 1947 weer officieel in productie. Op 4 augustus 1947 werd de overeenkomst met Vestag ongedaan gemaakt. De Hoogovens aandelen kwamen weer in handen van de voormalige aandeelhouders. Hoogovens had nog een aandelenbelang van 4,45% in Vestag afkomstig van de initiële investering in Phoenix. De Britse en Amerikaanse autoriteiten hadden besloten Vestag op te splitsen. Hoogovens kreeg uiteindelijk een aandelenbelang van 34,46% in Dortmund-Hörde-Hüttenunion (DHHU). Hüttenwerk Hörde was eigenlijk een voortzetting van Phoenix waarmee de vooroorlogse zakenrelatie weer enigszins werd hersteld. 

## Naslagwerken
- (de)  Donges, Alexander Die Vereinigte Stahlwerke AG im Nationalsozialismus. Konzernpolitik zwischen Marktwirtschaft und Staatswirtschaft. Verlag Ferdinand Schöningh, Paderborn (2014) ISBN 978-3506766281
- Dankers dr. J.J. en Verheul dr. J. Hoogovens 1945-1993, Sdu Uitgeverij, Den Haag (1993) ISBN 9012080304